# Phyllonorycter sandraella
Phyllonorycter sandraella là một loài bướm đêm thuộc họ Gracillariidae. Nó được tìm thấy ở Hoa Kỳ (California).
Ấu trùng ăn Quercus agrifolia và Quercus wislizeni. Chúng ăn lá nơi chúng làm tổ.